# Lista odcinków serialu animowanego Akwalans
W artykule znajduje się opis odcinków serialu Akwalans, emitowanego od 3 września 2010 w USA na kanale Disney Channel, zaś od 15 stycznia 2011 roku w Polsce również na kanale Disney Channel. 15 października 2011 serial został jednorazowo wyemitowany w Polsce na kanale Disney XD.

## Serie
| Seria | Odcinki | Premiera serii      | Finał serii          | Premiera serii   | Finał serii      |
| ----- | ------- | ------------------- | -------------------- | ---------------- | ---------------- |
| 1     | 21      | 3 września 2010     | 21 października 2011 | 15 stycznia 2011 | 19 lutego 2012   |
| 2     | 22      | 7 października 2011 | 17 maja 2013         | 3 marca 2012     | 26 stycznia 2013 |
| 3     | 16      | 7 czerwca 2013      | 4 kwietnia 2014      | 30 czerwca 2014  | 21 lipca 2014    |

## Seria 1: 2010-11
| 1 | Bea zostaje w kadrze / Rybki prosto z wody „Bea Stays in the Picture” / „Fish Out of Water”                                    | 3 września 2010 (A) 24 września 2010 (B)          | 15 stycznia 2011                                  |
| Bea zostaje w kadrze: Bea prosi Milo i Oskara, by pomogli odzyskać jej nieudane zdjęcie od Małżosi, wydawczyni albumu szkolnego, zanim je ona opublikuje. Oskar odwraca uwagę Małżosi zabierając ją na randkę, podczas gdy Bea i Milo wkradają się do jej biura, by odzyskać zdjęcie. Rybki prosto z wody: Milo próbuje wydostać się z wody, więc Bea i Oskar idą za nim. Początkowo przyjaciele są zadowoleni z podróży, jednak wkrótce pojawiają się kłopoty. Bea, Milo i Oskar stają oko w oko z kotem właściciela, Wilfredem. | |                                                   |                                                   |
| 2 | Babska impreza / Urodziny Ośmiorniaka „Fish Sleepover Party” / „Happy Birthfish, Jocktopus”                                    | 24 września 2010 (A) 8 października 2010 (B)      | 13 lutego 2011                                    |
| Babska impreza: Bea urządza imprezę tylko dla dziewczyn, przez co Milo i Oskar czują się odrzuceni. Postanawiają przyjść na imprezę przebrani za dziewczyny, Milusię i Oskarolinę. Urodziny Ośmiorniaka: Zbliżają się urodziny szkolnego łobuza Ośmiorniaka, więc chłopak mówi, że pobije każdą osobę w szkole, od której nie dostanie prezentu. Bea, Milo i Oskar dają mu pieniądze, jednak nie wiedzą, że Ośmiorniak uważa pieniądze za bezwartościowy papier. | |                                                   |                                                   |
| 3 | Doris Paris Kalmaris / Chłopak od wody „Doris Flores Gorgeous” / „Underwater Boy”                                              | 1 października 2010                               | 20 lutego 2011                                    |
| Doris Paris Kalmaris: Gdy Bea idzie na randkę z innym chłopakiem, zraniony Oskar udaje, że ma dziewczynę o imieniu Doris Paris Kalmaris. Aby utrzymać w tajemnicy fakt, że dziewczyna nie istnieje, Oskar mówi przyjaciołom że Doris mieszka w wodospadzie Niagara. Chłopak od wody: Milo próbuje podążać za marzeniami, zapisując się do szkolnej drużyny futbolowej. Gdy dostaje posadę chłopca od podawania wody, nie zdaje sobie sprawy z powagi swojej pracy. | |                                                   |                                                   |
| 4 | Bea jest dorosła / Pieskie życie „Bea Becomes an Adult Fish” / „Doggonit”                                                      | 15 października 2010 (A) 22 października 2010 (B) | 26 lutego 2011                                    |
| Bea jest dorosła: Bea zatrudnia się do pracy w Fish Flakes, jednak wkrótce zaczyna tęsknić za swoim dawnym beztroskim życiem. Tymczasem Milo i Oskar trafiają do przedszkola, gdy zostają niesłusznie uznani za dzieci Bei. Pieskie życie: Milo i Bea kupują psa imieniem Murphy, co bardzo irytuje Oskara. Chłopak jest wobec psa niegrzeczny i wkrótce zwierzę ucieka. Przyjaciele próbują odnaleźć Murphy’ego. | |                                                   |                                                   |
| 5 | Oblać rybę / Ryba śmieszka „Fail Fish” / „Funny Fish”                                                                          | 5 listopada 2010 (A) 27 listopada 2010 (B)        | 26 lutego 2011                                    |
| Oblać rybę: Bea i Oskar pomagają Milo w nauce do egzaminu. Ryba śmieszka: Oskar okazuje się jedyną osobą w szkole, która nie ma poczucia humoru. Bea i Milo każą mu udawać, że bawią go dowcipy. | |                                                   |                                                   |
| 6 | Królowa Bea / Łysek Super Ryba „Queen Bea” / „Baldwin the Super Fish”                                                          | 29 października 2010 (A) 3 grudnia 2010 (B)       | 12 marca 2011                                     |
| Królowa Bea: Zbliża się szkolny bal i Bea chce zostać jego królową. Okazuje się jednak, że jej rodzice są opiekunami na imprezie. Milo i Oskar organizują fałszywy bal, aby pozbyć się rodziców przyjaciółki i pozwolić jej na spełnienie marzeń. Łysek Super Ryba: Oskar i Milo uważają, że ich nauczyciel Łysek prowadzi podwójne życie jako komiksowy superbohater. | |                                                   |                                                   |
| 7 | Milo i ninja / Tańczący z wilkami morskimi „Milo Gets a Ninja” / „Dances with Wolf Fish”                                       | 7 stycznia 2011 (A) 10 grudnia 2010 (B)           | 19 marca 2011                                     |
| Milo i ninja: Milo spotyka bojownika syjamskiego i chce nauczyć się od niego sztuki walki, aby pokonać Ośmiorniaka. Po pokonaniu szkolnego łobuza, Milo staje się jednak zbyt praworządny i traci przyjaciół. Tańczący z wilkami morskimi: Oskar narzeka na bałaganiarstwo Milo, więc chłopak szuka nowego współlokatora. Postanawia zamieszkać z grupą zębaczy. | |                                                   |                                                   |
| 8 | Niech żyje Chomikwood / Opowieść o Sir Oskarze Nieustraszonym „Hooray for Hamsterwood” / „The Tale of Sir Oscar Fish”          | 17 grudnia 2010                                   | 26 marca 2011                                     |
| Niech żyje Chomikwood: Milo, Oskar i Bea wybierają się na wycieczkę do klatki chomika, gdzie Bea może zrealizować swój własny program telewizyjny. Wkrótce Oskar i Bea wpadają w kłopoty, gdy podchodzą zbyt blisko klatki. Opowieść o Sir Oskarze Nieustraszonym: Oskar ma wypadek i wydaje mu się, że jest bohaterem powieści fantasy. W tym czasie Milo i Bea spóźniają się do szkoły. | |                                                   |                                                   |
| 9 | Łowienie komplementów: Historia Alberta Szklarskiego / Puchlina! „Fishing for Compliments: The Albert Glass Story” / „Dropsy!” | 29 stycznia 2011 (A) 21 stycznia 2011 (B)         | 30 kwietnia 2011                                  |
| Łowienie komplementów: Milo i Oskar pomagają Bei dowiedzieć się, dlaczego nie lubi jej Albert Szklarski. Puchlina!: Milo udaje, że jest chory na puchlinę, gdy zauważa, że poprzez chorobę Albert Szklarski staje się popularny. Mieszkańcy akwarium postanawiają odosobnić go, by nikogo nie zaraził. | |                                                   |                                                   |
| 10 | Gruba ryba / Ciemna strona ryby „Big Fish” / „The Dark Side of the Fish”                                                       | 4 lutego 2011 (A) 11 lutego 2011 (B)              | 7 maja 2011                                       |
| Gruba ryba: Milo dołącza do Bei w jej nowych zajęciach ruchowych, jednak okazuje się, że jest najsłabszą rybą w gronie. Pyta się krewetki Jumbo, jak stać się silniejszym. Ciemna strona ryby: Oskar dołącza do grupy gotyckich ryb. | |                                                   |                                                   |
| 11 | Platformy / Dolary i ryby „Fish Floaters” / „Dollars and Fish”                                                                 | 25 lutego 2011 (A) 18 lutego 2011 (B)             | 14 maja 2011                                      |
| Platformy: Chłopcy i dziewczyny rywalizują w zbudowaniu lepszej platformy na paradę. Dolary i ryby: Milo nie wie, jak zarabiać pieniądze. Pożycza pieniądze od Randy’ego Szczypskiego, a później wpada w poważne kłopoty. Jeśli nie odda pieniędzy, Randy będzie go szczypał. | |                                                   |                                                   |
| 12 | Latająca ryba / Legenda ziemskiego trolla „Flying Fish” / „Legend of the Earth Troll”                                          | 4 marca 2011 (A) 8 kwietnia 2011 (B)              | 29 maja 2011                                      |
| Latająca ryba: Milo pragnie nauczyć się latać. Legenda ziemskiego trolla: Oskar, udając ziemskiego Trolla namawia Milo do segregowania śmieci. | |                                                   |                                                   |
| 13 | Ona ma siłę „We’ve Got Fish Spirit”                                                                                            | 8 lipca 2011                                      | 21 maja 2011                                      |
| Oscar stara się o miejsce w dobrym college’u, jednak warunkiem jest bycie członkiem jakiegoś szkolnego klubu. Postanawia dołączyć z Milo do klubu cheerleaderek. Biorą udział w konkursie na najlepszy układ, jednak Małżosia ulega kontuzji i nie może wystąpić. Okazuje się, że wygrywa szkoła Małżowin, w której występuje Małżula, lecz największą nagrodę otrzymuje Liceum Słodkowodne. Nota: Odcinek miał pierwszą premierę w Polsce. | |                                                   |                                                   |
| 14 | Zakochane małże / Ryby łowią ludzi „Two Clams in Love” / „Peopleing”                                                           | 11 marca 2011 (A) 1 kwietnia 2011 (B)             | 2 lipca 2011                                      |
| Zakochane małże: Kiedy Małżosia podkochuje się w Oscarze, ten, aby się od niej odczepić daje jej laptopa, aby pomyślała, że to małż. Gdy bateria zaczyna się rozładowywać, Małżosia jest zdenerwowana, że jej nowy chłopak ją ignoruje i Oscar musi znaleźć sposób, aby temu zapobiec. Ryby łowią ludzi: Milo chce pokazać szefowi, jak bardzo go lubi, i że potrafi być sobą. Milo idzie łapać Błękitnego Potwora, o którym szef opowiadał. Złapał go za ucho, i olbrzym pociągnął Milo. Później Milo trafia do kieszeni olbrzyma, i już by kompletnie wysechł, lecz pojawił mu się od halucynacji szef, i Milo myślał, że dał mu wodę. Milo myślał, że szef stracił płetwę przy walce z olbrzymem, lecz szef powiedział, że nie ma płetwy od urodzenia. | |                                                   |                                                   |
| 15 | Powrót Pameli Chomik / Inwazja pasożytów „Pamela Hamster Returns” / „Parasite Fright”                                          | 13 maja 2011 (A) 29 kwietnia 2011 (B)             | 2 lipca 2011                                      |
| Powrót Pameli Chomik: Gdy Milo i Pamela Chomik robią czat wideo, Pamela postanawia odwiedzić Milo. Tak Milo wykrada wszystkie czołgi i zabiera wszystkich na imprezę o nazwie „Cinco de Milo” i niemal zostaje aresztowany za zabranie czołgów i nieudane przyjęcie. Inwazja pasożytów:Oskar, Bea i Milo oglądają horror o pasożytach rybich mózgów. Po filmie Milo boi się, że on był prawdziwy, i nie spał całą noc. Następnego dnia w szkole, Milo sprawdza wszystkich, czy mają gwałtowne ruchy, żeby sprawdzić, czy mają PRM-y. W stołówce Milo trąbi głośnym klaksonem, by nikt nie zasnął. Albert Szklarski wypił sok, dzięki któremu miał zielony kolor na skórze, i Milo myślał, że on ma pasożyty. Albert zaczął go gonić. Milo uciekł i znalazł się w pomieszczeniu dyrektora. Dyrektor uwierzył mu, że w szkole są PRM-y, i wypuścił całą wodę z akwarium. Ryby zaczęły się dusić, i dyrektor puścił wodę z węża na akwarium. Na koniec Bea mówi Milo, że ma dożywotni zakaz na oglądanie horrorów. Oskar wypożyczył wesoły film o konikach, i powiedział, że nie ma w nich nic strasznego, choć Milo myślał, że one wchodzą im w mózg. | |                                                   |                                                   |
| 16 | Odjazdowe ryby / Kreatywny Milo „Riding in Cars with Fish” / „Milo’s Big Idea”                                                 | 18 czerwca 2011                                   | 15 października 2011 (DXD) 12 listopada 2011 (DC) |
| Odjazdowe ryby: Oskar chce zdawać na prawo jazdy, lecz bardzo się boi. Milo mówi mu, żeby zachował spokój, a Bea - pewność siebie. Gdy przyjechał samochód, okazało się, że egzaminatorem jest pan Muszlam, i trener. Oskar, jadąc niepewnie, już by miał prawo jazdy, lecz popełnił trzy błędy, a na dodatek zaparkował obok kota Wilfreda, który zaatakował ich. Oskar przypomniał sobie, co mówili Milo i Bea, i zwycięsko wyrwał się ze szponów bestii i przyjechał do budynku egzaminacyjnego. Oskar myślał, że nie zdał, bo pracowali oni w systemie dzyń, lecz jedno mu darowali i zdał. Kreatywny Milo: Milo nie chce się wstać po picie do lodówki, więc ma małą zapasową, którą można nałożyć na głowę. To dla Milo bardzo dobry pomysł, bo komu chciałoby się płynąć przez całe akwarium, jak ma lodówkę pod ręką. Do tego pomysłu zachęca Oskara i Beę. Następnego dnia w szkole Oskar, Bea i Milo mieli bardzo dobrą sprzedaż lodówek, które Milo nazwał Lodowy czub, lecz pojawił się Randy Szczypski, który też miał Lodowego czuba, ale miał go nowocześniejszego. Gdy Randy kradł wszystkie pomysły Milo, w końcu Milo idzie na szpiegi do Randy’ego. Randy przyznaje się, że ukradł pomysł, a Milo ma kamerę. Gdy Milo chciał pokazać Oskarowi i Bei to nagranie, Randy wcześniej przemienił kamery, i nie nagrało się. Bea zorientowała się, że Randy kradnie pomysły, z internetu, bo Milo je tam pisze. Milo był tak wściekły, że Randy kradnie, ze zdjął Lodowy czub, lecz on wyrwał mu włosy, więc Bea wpadła na świetny pomysł. Milo jeszcze raz napisał pomysł, ale na Lodowy Czub Mini więc Randy znów ukradł ten pomysł, i kazał wszystkim zdjąć stary lodowy czub, i kupić Lodowy czub mini. Gdy wszyscy pościągali czuby, okazało się, że wyrwało im włosy. Wszyscy byli wściekli na Randy’ego, a Milo zaproponował peruki Afro Miłości. | |                                                   |                                                   |
| 17 | Dzień dobry, Słodkowodni / Pamiętnik zagubionej ryby „Good Morning, Freshwater” / „Diary of a Lost Fish”                       | 2 lipca 2011                                      | 3 września 2011                                   |
| Dzień dobry, Słodkowodni: Oskar zapowiada wiadomości w Liceum słodkowodnym, lecz są one bardzo nudzące. Bea chcąc pomóc przyjacielowi, przejmuje program na siebie. Gdy Oskar ją ostrzega, że mówi nieważne rzeczy, ona go nie słucha, a później nikt nie wiedział, że stołówka jest zamknięta. Wszyscy wpadają w panikę, lecz Oskar nadleciał helikopterem i uratował wszystkich od głodu. Bea przeprasza go. Pamiętnik zagubionej ryby: Randy Szczypski kradnie pamiętnik Bei i szantażuje ją, by poszła na randkę z nim. W celu uzyskania swojego pamiętnika Bea idzie na randkę z Randym. Tymczasem Milo i Oscar zamierzają ukraść pamiętnik Randy’ego. | |                                                   |                                                   |
| 18 | Biegnij, Oskar, biegnij / Maskotastrofa „Run, Oscar, Run” / „Mascotastrophe”                                                   | 12 sierpnia 2011 (A) 24 czerwca 2011 (B)          | 17 grudnia 2011                                   |
| Biegnij, Oskar, biegnij: Oskar zostaje nagrodzony za stuprocentową obecność, jednak nie może odebrać nagrody, gdyż Bea i Milo wpadają w tarapaty. Chłopak jest zdeterminowany, aby jak najszybciej wrócić po swoją nagrodę. Maskotastrofa: Milo i Oscar są maskotką szkoły, a kiedy każdy dowiaduje się, że są ich maskotką, Oscar nie chce więcej nią być. Ale wkrótce gekony dorwały Oscara i Milo musi się dostać do niego, aby go uwolnić. | |                                                   |                                                   |
| 19 | Rozrywka w PuPu / Oskar robi wrażenie „Good Times at PuPu Goodtimes” / „Oscar Makes an Impression”                             | 19 sierpnia 2011 (A) 26 sierpnia 2011 (B)         | 19 lutego 2012                                    |
| Rozrywka w PuPu: Klasa idzie na wycieczkę do parku rozrywki PuPu Goodtimes. Bea, Milo i Oskar mają swoje odrębne sposoby na spędzenie wolnego czasu. Bea chce się przejechać ze Steve’em Jacksonem, Milo pojedynkuje się z Randym Szczypskim, zaś Oskar łączy siły z Jumbo Krewetką i Albertem Szklarskim w Galaktycznym Rybim Pojedynku. Oskar robi wrażenie: Podobieństwo Oskara do Królowej RybAnglii jest duże, że nawet pan Małż, wielki fan królowej nie widzi różnicy. Wkrótce chłopak przypadkowo trafia na królewski wieczór panieński, gdzie zostaje pomylony z panną młodą. Milo i pan Małż biorą udział w bitwie raperów, aby wygrać rękę „królewny” Oskara. | |                                                   |                                                   |
| 20 | Talent Show / Zniżka pracownicza „Fish Talent Show” / „Employee Discount”                                                      | 21 października 2011 (A) 30 września 2011 (B)     | 17 lutego 2012                                    |
| Talent Show: Bea, Muszlala i Małżosia biorą udział w szkolnym pokazie talentów. Zniżka pracownicza: W noc szkolnego balu Bea prosi Milo, aby przypilnował jej sukni, podczas gdy jej akwarium będzie czyszczone. Podczas wspólnej kłótni, Milo i Oscar niszczą suknię i muszą znaleźć pracę, aby ją odkupić. | |                                                   |                                                   |
| 21 | Fish School Musical „Fish School Musical”                                                                                      | 23 września 2011                                  | 17 lutego 2012                                    |
| Uczniowie Liceum Słodkowodnego tworzą musical „Ziemniaki na zimę” (który jest parodią „Pięknej i Bestii”), w którym Milo gra rolę ziemniaka, Małżosia jest wiedźmą, Bea i Ośmiorniak są Swietlaną i Koszmarniakem, będących parodiami Belli i Bestii, Albert jest narratorem oraz ojcem Swietlany, Koy jest jakiem, Oscar odpowiada za zmianę dekoracji, efekty specjalne oraz podkład muzyczny, zaś Randy Szczypski i Steve Jackson graja rolę księcia, pozostali pełnią rolę epizodyczne. W połowie przedstawienia Bea każe Oscarowi usunąć Ośmiorniaka ze sceny i samemu wcielić się w postać Koszmarniaka, gdyż nie przychodził na próby, w czasie piosenki Milo dostał ataku szału, w scenie porwania wielkiego ziemniaka nie wymówił tekstu i stał sparaliżowany, oraz reagował na odzywki swoich kolegów ze szkolnej drużyny futbolowej. Podczas próby zdjęcia go ze sceny Ośmiorniak znów dostał ataku szału, przez co został zamknięty w klatce i zastąpiony Oscarem. Lecz potem Bea dowiaduje się od Pana Muszlana, iż trenował z nim potajemnie tę rolę i obiecał mu ją już w czasie pisania tej sztuki, gdyż kiedyś tata Ośmiorniaka opowiadał mu bajki o magicznych ziemniakach, i chciał żeby kiedyś Ośmiorniak zaśpiewał kiedyś w Musicalu o magicznych ziemniakach. W ostateczności Ośmiorniak zostaje uwolniony przez Beę i razem z nią zaśpiewał ostatnią piosenkę, której tematem były marzenia. Nota: Odcinek jest finałem 1 serii serialu. W Wielkiej Brytanii odcinek został wyemitowany 16 września 2011. | |                                                   |                                                   |

## Seria 2: 2009-2011
| 22 | Bea gra w reklamie / Żelmania „Bea’s Commercial” / „Hairanoid”                                           | 4 listopada 2011                              | 31 marca 2012                             |
| Bea gra w reklamie: Gdy Bea idzie na casting do reklamy, w której wymagana jest umiejętność ujeżdżania skorpionów, Bea kłamie i mówi, że jest ekspertem w tej dziedzinie. Kiedy próbuje ujarzmić jednego, używa kleju, by utrzymać się na nim. Żelmania: Kiedy Milo, Oskar, Albert oraz Jumbo dochodzą do wniosku, że włosy postawione na żel przez Steve’a Jacksona sprawiają, że jest on popularny. Postanawiają postawić swoje włosy na żel, by także stać się popularnymi. Jednak, gdy żel wszędzie się kończy, próbują zrobić wszystko, by dostać choć trochę żelu. | |                                               |                                           |
| 23 | Rybia niania / Zakazana kapela „Adventures in Fish-Sitting” / „Banned Band”                              | 18 listopada 2011 (A) 25 listopada 2011 (B)   | 3 marca 2012                              |
| Rybia niania: Bea, Oskar i Milo dostają pracę. Są opiekunkami kota pani Lips. Jednak wszystko wali się, gdy kot ucieka. Zakazana kapela: Milo tworzy swój własny zespół i zostaje jego liderem. Zgłasza się do konkursu szkolnego, „Bitwy Kapel”, przegrany zespół dostaje zakaz muzykowania. Nota: Odcinek „Ryba niania” zawiera wiele odniesień do Garfielda. | |                                               |                                           |
| 24 | Halloweenowy łup / Huzia na Milo „Halloween Haul” / „Milo on the Lam”                                    | 7 października 2011 (A) 6 stycznia 2012 (B)   | 5 maja 2012                               |
| Halloweenowy łup: W Liceum Słodkowodnym jest obchodzone Halloween. Oscar planuje uniknąć Ośmiorniaka i jego kradnącej cukierki paczki, więc postanawia bawić się w „Cukierek albo psikus” poza akwarium. Niespodziewanie wciąga swoich przyjaciół w niesamowitą przygodę. Huzia na Milo: Milo jest obwiniany za klejenie pana Łyska na krześle, więc idzie w biegu aby uniemożliwić mu areszt. | |                                               |                                           |
| 25 | Bea chodzi z Milo / Terror złamanych serc „Bea Dates Milo” / „Break Up, Shake Down”                      | 10 lutego 2012 (A) 6 stycznia 2012 (B)        | 26 maja 2012                              |
| Bea chodzi z Milo:Pamela Chomik zrywa z Milo, i on przez 6 miesięcy płacze na rękach Oskara. Gdy Bea przejmuje Milo do siebie, Oskar od razu zasypia. Milo i Bea siedzieli razem obok siebie, i Jumbo i Albert myśleli, że są razem, lecz Milo zaprzecza, mówi, że są tylko przyjaciółmi. Milo myśli sobie, czy może poudawać że chodzi z Beą, i następnego dnia w szkole, dał Bei kwiaty. Muszlala bierze Beę do łazienki, i tłumaczy jej, że Milo podrywa ją, żeby z nią chodzić, a ona myśli to samo co Milo, że będzie udawać, że chodzi z Milo, żeby go pocieszyć po zerwaniu. Milo i Bea udawają, że ze sobą chodzą już kilka dni, ale trochę ich to męczy. Gdy Milo i Bea siedzieli przy stole, Koi i Karpiola przyszły do nich, a Karpiola pyta się ich, czy nie mogliby się pocałować, bo chciałaby sfotografować ich i dać zdjęcie do gazetki szkolnej. Milo i Bea zgadzają się w stresie i gdy już prawie pocałowali się, Koi przytknęła ich razem a Karpiola zrobiła zdjęcie. Milo powiedział, że chciałby, aby znowu byli przyjaciółmi. Bea zgadza się i się tulą. Później o wszystkim zapominają. Gdy Oskar obudził się po długiej drzemce, patrzy w gazecie zdjęcie pocałunku Milo i Bei, i nagle mdleje. Terror złamanych serc: Kiedy Ośmiorniak i Piranika zrywają ze sobą, zaczynają terroryzować szkołę indywidualnie. Przyjaciele muszą więc uleczyć ich złamane relacje. | |                                               |                                           |
| 26 | Cicha wielbicielka / Urodzinowa zadyma „Oscar’s Secret Admirer” / „Sixteen Clamandles”                   | 10 lutego 2012 (A) 24 lutego 2012 (B)         | 5 września 2012                           |
| Cicha wielbicielka: List miłosny Milo do jego „Ryby Marzeń” znajduje się w rękach Oscara. A teraz on musi znaleźć dziewczynę Oscarowi, aby nie uczynić go do szaleństwa. Urodzinowa zadyma:Wszyscy zapomnieli o urodzinach Małżosi, więc przyjaciele postanowili urządzić jej urodzinowe przyjęcie-niespodziankę. | |                                               |                                           |
| 27 | Homar Yeti rządzi / Uwaga, zdrada! „Rock Lobster Yeti” / „Spoiler Alert”                                 | 27 stycznia 2012                              | 13 września 2012                          |
| Homar Yeti rządzi: Liceum Słodkowodne jedzie na biwak, a Milo opowiada historię Homara Yeti. Ale kiedy klasa odrzuca historię Milo jako mit, co dzieje się, kiedy prawdziwy Homar Yeti się pojawi? Uwaga, zdrada!: Randy Szczypski psuje film każdemu. Na Hokey Poke, Milo i jego przyjaciele mają dość tego, że Randy psuje ich dobre czasy, nie zważając na ich uczucia, więc obmyślają plan, aby dać Randy’emu nauczkę tak, aby ich plan nie spalił na panewce. | |                                               |                                           |
| 28 | Świąteczna afera / Ryba jak ryba „Merry Fishmas, Milo” / „Just One of the Fish”                          | 9 grudnia 2011 (A) 20 stycznia 2012 (B)       | 12 maja 2012                              |
| Świąteczna afera: Milo i Oscar wysłali listy do Rybiego Mikołaja, ale potrzebują pomocy przy imprezie świątecznej. Ryba jak ryba: Kiedy Ośmiorniak łamie ramię w meczu piłki nożnej, wolontariusze Bei są wymienieni w meczu rozgrywający się w hali, podczas jego kończyny odrastają. Ale kiedy Salmon Coach odrzuca ją, mówiąc, że ona sobie krzywdę, następnego dnia dziwnie znajoma osoba przedstawia się jako nowy uczeń. Hank jest naprawdę, kto mówi, że jest? Czy Bea może naprawdę grać w piłkę nożną? | |                                               |                                           |
| 29 | Anielska ryba / Mała miss podwodna „Send Me an Angel Fish” / „Little Fish Sunshine”                      | 2 marca 2012 (A) 6 lipca 2012 (B)             | 26 listopada 2012                         |
| Anielska ryba: Pojawia się nowa uczennica w Liceum Słodkowodnym, jej imię to Angela, która jest głową rywalizującej drużyny debatującej, komu Oscar przyszedł z pomocą i wszedł z nią na ty, aż zacznie podejrzewać, może ona po prostu go szpieguje, aby zyskać przewagę w nadchodzącej debacie na temat wad i zalet gier wideo. Mała miss podwodna: Bea i dziewczyny wprowadzają korowód Małych Miss Podwodnych w celu poznania Brandona Bąbla, Milo oferuje im swoje doświadczenie o dziecięcym korowodzie do dobrego wykorzystania i doprowadzenia Bei do zwycięstwa. | |                                               |                                           |
| 30 | Ucieczka Bei / Lalka - ostatnie starcie „Bea Sneaks Out” / „Unfinished Doll Business”                    | 11 maja 2012 (A) 11 sierpnia 2012 (B)         | 28 listopada 2012                         |
| Ucieczka Bei: Bea i dziewczyny zapraszają na super fajne przyjęcie do fretek, ale gdy jej rodzice powiedzieli jej, że nie wolno tam iść, ona wymyka. Gdy noc trwa, fretki okazały się być nie takie fajne, jak myśleli i kiedy wszystko zaczyna wymykać się spod kontroli, Bea wzywa rodziców na pomoc. Lalka - ostatnie starcie: Kiedy Bea widzi lalkę z dzieciństwa, uświadamia sobie, jak straszna była ta zabawka. Niestety, życie Bei uniemożliwia jej przyjaźń z Milo i Oscarem. Ale bez względu na to, co robi, aby spróbować pozbyć się lalki i zaczyna ją prześladować. | |                                               |                                           |
| 31 | W poszukiwaniu fajności: Bunt maszyn / Dzień brata „Busy Bea: Rise of the Machines” / „Brothers’ Day”    | 11 maja 2012 (A) 20 lipca 2012 (B)            | 29 listopada 2012 (A) 5 stycznia 2013 (B) |
| W poszukiwaniu fajności: Bunt maszyn: Bea łamie płetwę i jest przekonana, że jej życie się skończyło, ponieważ ona nie może uczestniczyć w żadnym z jej szkolnych działalności. Randy Szczypski oferuje jej odpowiednie rozwiązanie, które okazuje się nie być tak dobre, jakie powinno być. Dzień brata: Po ogromnej walce z braćmi Joe, Milo jest zdenerwowany, że nie wie, co może się stać z nim i Oscarem, więc organizuje uroczystość poświęconą ich przyjaźni. | |                                               |                                           |
| 32 | Rybka z klasą / Dzicy lokatorzy „So-fish-ticated” / „Milo and Oscar Move In”                             | 1 czerwca 2012 (A) 8 czerwca 2012 (B)         | 30 listopada 2012                         |
| Rybka z klasą: Bea i Milo próbują pomóc Oscarowi dobrać krawat, ale kiedy Milo jest wykluczony ze sklepu z powodu jego poplamionej lodami koszuli, on wstępuje do jego przyjaciół, aby ci go nauczyli, jak zostać wyszukanym. Dzicy lokatorzy: Po przerwie na filtr, Bea zaprasza Milo i Oscara, aby się z nią trochę poruszali. Jednak chłopcy zepsuli przyjęcie i zamiast obrażać jej najlepszych przyjaciół, Bea wykorzystuje drastyczne środki, aby by się ich pozbyć. | |                                               |                                           |
| 33 | Wszystkie płetwy na pokład / Wiśta wio, rybki! „All Fins on Deck” / „Cattlefish, Ho!”                    | 13 lipca 2012                                 | 6 stycznia 2013                           |
| Wszystkie płetwy na pokład: Bea i Oskar zaplanowali rejs swojego życia, ale to, co zaczęło się rano wesołości szybko zamienia się w przygodę z Milo-zawadiaką na czele.On i jego brygada korsarzy postanowili wyrwać swój statek z rąk gekonów i ocalić swoje wakacje. Wiśta wio, rybki!: Milo jest przekonany, że on jest prawdziwym kowbojem, gdy Bo Gregory werbuje go i jego przyjaciół do zaganiania rybo-bydła do rancza jego wuja, ale kiedy robi więcej szkody niż pożytku, a rybo-bydło wpada w panikę i zanurza się w zbiornikach, Milo musi udowodnić swoją wartość i uratować je. | |                                               |                                           |
| 34 | Wieczór kawalerski / Magiczny shake Milo „Guys’ Night Out” / „Milo’s Magical Shake”                      | 27 kwietnia 2012 (A) 7 września 2012 (B)      | 27 listopada 2012                         |
| Wieczór kawalerski: To jedyna uroczystość dla Oscara i reszty chłopaków. Ten z kolei decyduje się być oficjalnie z Angelą, prosząc ją, aby przeszła spokojnie. Jednak chłopcy go przekonują, że kiedy dziewczyna staje się jego dziewczyną, wszystko się zmienia, więc Milo deklaruje wieczór kawalerski. Magiczny shake Milo: Kiedy Milo dostaje darmowego milkshake’a, chce żeby jego emocje z napojem trwały wiecznie, ale Bea i Oscar są zmuszeni o tym interweniować.Milo nazywa swój napój Milkshake Emily i nalega na spędzanie czasu z nim. | |                                               |                                           |
| 35 | Tajemnica zaginionego projektu / Pracująca ryba „Science Fair Detective Mystery” / „Fish at Work”        | 13 kwietnia 2012 (A) 28 września 2012 (B)     | 15 września 2012                          |
| Tajemnica zaginionego projektu: Kiedy ktoś kradnie nagrodę Oscara, Milo i Bea postanawiają przeszukać całe Liceum Słodkowodne, aby ją znaleźć. Pracująca ryba:Bea dostaje awans pracy i robi wszystko, aby móc zapracować na wszystko. | |                                               |                                           |
| 36 | Czy te usta mogą kłamać? / Niespodzianka urodzinowa „Fish Lips Sink Ships” / „Bea’s Birthday Surprise”   | 26 października 2012 (A) 9 listopada 2012 (B) | 12 stycznia 2013                          |
| Czy te usta mogą kłamać?: Milo odkrywa, że pan Łysek zakochał się w Pani Lips i nie ma nic do powiedzenia. Nie można przechowywać wiadomości do siebie, jak szybko mówi Bea i Oscar. Na wieść, Bea postanawia grać swatkę, ku przerażeniu Milo i pan Łyska. Niespodzianka urodzinowa: To urodziny Bei i Milo ponownie zapomniał kupić jej prezent, więc obiecuje sobie, że sprawi jej największy prezent wszech czasów, czyli kosmyk włosów Brandona Bąbla. Wyrusza z Oscarem, Albert i krewetką Jumbo, aby znaleźć Brandona i spełnić obietnicę. | |                                               |                                           |
| 37 | Oskar playboyem / Cziksy lecą na wampiry „Oscar is a Playa” / „Chicks Dig Vampires”                      | 22 czerwca 2012 (A) 5 października 2012 (B)   | 13 stycznia 2013                          |
| Oskar playboyem: Po tym, jak Oscar zrobił złe wrażenie na Małżosi, dziewczyny się przekonują, że jest oszukał Angelę i muszą go złapać na gorącym uczynku. Ale kiedy ich plan obraca się w proch, muszą znaleźć sposób, by ocalić swój związek, zanim będzie za późno. Cziksy lecą na wampiry: Albert spodobał się Esmargot i postanawia on żyć jak wampir, aby zdobyć jej uczucia. Albert nie wiedział jednak, że Esmargot jest tajemniczym pogromcą wampirów, który postanowił uwolnić świat od wszystkich wampirów. | |                                               |                                           |
| 38 | Do roboty! / Pająki gryzą „Get a Yob!” / „Spiders Bite”                                                  | 9 listopada 2012 (A) 14 września 2012 (B)     | 19 stycznia 2013                          |
| Do roboty!: Milo wpada na genialny pomysł, aby umieścić włosy w jego jedzenie tak, że może on otrzymać darmowy obiad, ale jego dowcip idzie za daleko i powoduje u kucharki, Latoady, utratę pracy. W celu znalezienia nowej kucharki, dyrektor Stickler organizuje konkurs na kucharkę ze sławnymi gośćmi – sędziami Giadą De Laurentfish i Bobbym Filletem. Zrozumiawszy, że jedzenie jest życiem Latoady i stołówka to jej miejsce, Milo wyrusza jej na pomoc. Pająki gryzą: Milo, Bea i Oskar i reszta przerywają grę przez chuligański wybryk grupy pająków, prowadzonej przez Riffa, który po prostu przedostał się przez ścianę na ich akwarium. Chociaż przyjaciele próbują wszelkich starań, aby być sąsiadami, w końcu osiągną swoje granice i zdecydowali się na rozstrzygnięcie Turf War na sposób know-how, biorąc udział w wyścigu przeciągania. | |                                               |                                           |
| 39 | Para-noja / Ryba w rozsypce „Fuddy Duddy Study Buddy” / „Fish Flakes”                                    | 30 listopada 2012 (A) 11 stycznia 2013 (B)    | 20 stycznia 2013                          |
| Para-noja: Oscar i Muszlala są parą w konkursie naukowym i nie zgadzają się na wszystko. Tymczasem, Milo i Bea genetycznie zmodyfikowali jabłko, aby to jeszcze bardziej zdumiewające. Ryba w rozsypce: Milo zaczyna świrować, gdy uświadamia sobie, że jego szanse na stanie się „Słodkowodnym Facetem Miesiąca” są bez sensu, kiedy jego łuski zaczynają odpadać, więc próbuje znaleźć rozwiązanie jego łuszczącego problemu i uczy się procesu, który twierdzi, że to nie jest jedynym z zagadnień ustrojowych. | |                                               |                                           |
| 40 | Bea rządzi „Principal Bea”                                                                               | 21 września 2012                              | 26 stycznia 2013                          |
| Bea rządzi: Po zniknięciu dyrektora Sticklera, Bea przejmuje jego rolę. Jednak niektóre z jej nowych zasad denerwują siostrę Rybington, która zachęca Beę do odwołania jej zasad. | |                                               |                                           |
| 41 | Koi Story / Hardkorowe babcie dają czadu na maksa „Koi Story” / „Super Extreme Grandma Games to the Max” | 15 lutego 2013 (A) 18 stycznia 2013 (B)       | nieemitowany                              |
| Koi Story: Kiedy Koi czuje presję, aby zmieścić się końcu najmu, dziewczyny uważają, że zrobiła jakiś śmiały, niebezpieczny i niewiarygodny wyczyn.Aktualności rozprzestrzeniają się, a ona z zadowoleniem przyjmuje nową, znalezioną popularność. Niestety, Piranika wzywa ją do kłamstwa i Koi musi zdecydować, czy sława jest warta ryzykowania jej życia, aby udowodnić, że nie rzeczywiście próbuje przejść na dobrą stronę. Hardkorowe babcie dają czadu na maksa: Zawody Babuniek są w mieście i Milo jest tam na wsparciu wszystkich kumpli z bingo, ale kiedy odkrywa, że Randy przebrany z jedną z babć, wie, że musi zrobić to, co jest słuszne i bronić swojego honoru. | |                                               |                                           |
| 42 | Rybia studniówka „Fish Prom”                                                                             | 17 maja 2013                                  | nieemitowany                              |
| Rybia studniówka: Studenci Liceum Słodkowodnego przygotowują się do balu. Podczas wieczoru, nie wszystko jednak idzie jak z oczekiwaniami, gdy Angela zwraca większą uwagę na gry wideo, niż na Oscara, a kiedy Bea jest ze Steve’em Jacksonem na balu, Steve znika. Tymczasem Milo i Randy oboje podejmują się wziąć świnki morskie na bal i przechowywać je. | |                                               |                                           |
| 43 | See Bea Ski / Night at the Loxbury                                                                       | 26 kwietnia 2013                              | nieemitowany                              |
| See Bea Ski: Bea po raz pierwszy uczy się jeździć na nartach, i jest bardzo podekscytowana. To będzie jej pierwsza przeszkoda na wakacjach. Tymczasem Milo ma znaleźć sobie dom w domku narciarskim, do opowiadania dla swoich fanów jego historii. Night at the Loxbury: Milo i jego przyjaciele wpadli na genialny pomysł, aby zamienić Hokey Poke w odpowiedni dla każdego wieku klub taneczny i zaprosić wszystkie łososie z Klubu Loxbury. | |                                               |                                           |

## Seria 3: 2013-14
| 44 | Milo kontra Milo / O nie, kula! „Milo vs. Milo” / „Everything but the Chicken Sink”                                       | 7 czerwca 2013                            | 30 czerwca 2014 |
| Milo kontra Milo: Milo jest przekonany, że nowy program w telewizji chomików nazywa się Milo Show i że jest o nim, ale kiedy postać Milo okazuje się, że jest oczerniona, Milo kieruje się do chomików, aby oczyścić swoje imię. O nie, kula!: Kiedy bogaty kurczak wynajmuje Beę, aby dała jego trudnej nastoletniej córce lekcje pływania, ona szybko odkrywa, że zadanie jest łatwiejsze, niż się wydaje. | |                                           |                 |
| 45 | Narodziny miłości „Labor of Love”:                                                                                        | 20 września 2013                          | 1 lipca 2014    |
| Narodziny miłości:Pan Łysek chce się oświadczyć pani Lips, ale ona wyjeżdża na wakacje na Wyspę Flip Flop, więc dzieci wymyślają doskonały pretekst, by ją śledzić - wycieczkę! | |                                           |                 |
| 46 | Na Pacyfik / Akcja: niemowlak „South Pafishic” / „Assignment: Babies”                                                     | 26 lipca 2013 (A) 27 września 2013 (B)    | 2 lipca 2014    |
| Na Pacyfik: Kiedy Rybington postanawia wyciąć Dramat Departamentu, Bea i jej przyjaciele decydują się na podróż do mózgu Rybington, by zmienić zdanie, albo oni stracą departament na zawsze. Akcja: niemowlak:Zmęczony od jego nowych obowiązków ojca, pan Łysek jest zbyt zajęty nauczaniem klasy, aby pomóc opiekować się dzieckiem na tydzień. Ale po połączeniu są razem, Oscar i Bea szybko realizują tymczasowe rodzicielstwo mogące oderwać ich od siebie.                                                                              | |                                           |                 |
| 47 | Geek w Chomikowińskiem Spodku / Piknik pod pędzącym kółkiem „Live at the Hamsterwood Bowl” / „A Charity Fair to Remember” | 21 czerwca 2013                           | 3 lipca 2014    |
| Geek w Chomikowińskiem Spodku: Wymarzona dziewczyna Oscara i Bea są zagrożone, gdy ich przyjaciele spotykają się, by usłyszeć jego występ na żywo. Piknik pod pędzącym kółkiem: Nadgorliwe i dobre intencje Bei wytwarzają chaos na akcji charytatywnej. | |                                           |                 |
| 48 | Ości i zaszłości / Boska czapka „Unresolved Fishues” / „Hats Amore!”                                                      | 2 sierpnia 2013 (A) 22 listopada 2013 (B) | 4 lipca 2014    |
| Ości i zaszłości: Kiedy Jumbo zaczyna spotykać z eks-dziewczyną Oscara, wszystko staje się niewygodne między nimi, zwłaszcza gdy Oscar namawia go do próby zawarcia pokoju z jego byłą. Boska czapka:Pani Lips zabiera pana Łyska na tor, aby spotkać jej rodziców. Aby udowodnić, że jest człowiekiem na tyle poważnym, aby się z nią ożenić, Łysek otwiera wyścig. | |                                           |                 |
| 49 | Papa Bea Bea / Ostatni szklany mężczyzna „Bye Bye Bea Bea” / „The Glass Man Standing”                                     | 5 lipca 2013                              | 7 lipca 2014    |
| Papa Bea Bea: Kiedy tata Bei ma nową pracę w Rybim Phoenix, przyjaciele proponują mu znaleźć lepszą pracę w Liceum Słodkowodnym, więc Bea nie będzie musiał odejść. Ostatni szklany mężczyzna: Kiedy głos Alberta zaczyna się naturalnie zmieniać, wydaje się, że w końcu będzie traktowany jak człowiek. Ale kiedy jego nowy głos porzuca go w tej chwili, będzie musiał się nauczyć, że to nie jest głos, który sprawia, że jest człowiekiem, ale kimś innym, udającym go.                                                                    | |                                           |                 |
| 50 | Brandon Bąbel / Ośmiopizza „The Brandon Bubble” / „Jocktopizza”                                                           | 1 listopada 2013                          | 8 lipca 2014    |
| Brandon Bąbel:Menedżer Brandon Bąbla wysyła go do Liceum Słodkowodnego, aby ten był bliżej nastolatek. Ośmiopizza: Tata Ośmiorniaka chce stworzyć synowi własną pizzę. | |                                           |                 |
| 51 | Algowy dzień / Pierzaści bracia „Algae Day” / „Brothers of a Feather”                                                     | 24 stycznia 2014 (A) 7 marca 2014 (B)     | 9 lipca 2014    |
| Algowy dzień: Szkoła zostanie odwołana na dzień, i Milo chce się bawić w śnieżne glony.Kiedy nikt nie chce się z nim spotykać, więc on zadaje się z bliźniakami Danem i Ann Chovi. Pierzaści bracia: Oskar i Milo są przygarnięci przez ptasią mamę na czas ich życia, ale kiedy nadszedł czas, aby opuścić gniazdo, to droga w dół jest długa. | |                                           |                 |
| 52 | Króliczek / Milo i kucyk „Hare and Back Again” / „Milo’s Pony”                                                            | 18 października 2013                      | 10 lipca 2014   |
| Króliczek: Milo dołacza do Oscara, Alberta i Jumbo w ich własnej grze RPG. Milo i kucyk: Milo poznaje uroczą kucykorybę, ale obawia się, że przyjaciele nie zrozumieją go. | |                                           |                 |
| 53 | Dżem z Milo/ Bo jest taki ktoś... „Milo in a Cup” / „I Have This Friend...”                                               | 28 lutego 2014 (A) 7 marca 2014 (B)       | 11 lipca 2014   |
| Dżem z Milo:Gdy Oscar widzi, jak partia Milo ma tak ogromny wpływ na swoich przyjaciół, błaga tamtego o wyjawienie swojego sekretu, tak że może on budować jego zaufanie i przekonać Beę. Bo jest taki ktoś:Muszlala ujawnia, że ma problem ze znalezieniem partnera, więc jej przyjaciele potajemnie planują znaleźć jej mężczyznę. | |                                           |                 |
| 54 | Bea ratuje drzewo / Idź się utop „Bea Saves a Tree” / „Freshwater Five-O”                                                 | 24 stycznia 2014 (A) 9 sierpnia 2013 (B)  | 14 lipca 2014   |
| Bea ratuje drzewo:Nowy sklep jest przygotowany do budowy, a jedyną rzeczą, jaka przeszkadza na drodze jest Plastikowe Drzewo, które Bea planuje zabezpieczyć w imię jej dzieciństwa. Ale na tę wieść,za którą jest się odpowiedzialnym, ona i Muszlala tworzą plan ratowania drzewa tak, aby mieć sklep zbudowany. Plan szybko idzie na opak i muszą postarać się o nowe drzewo. Idź się utop:Kiedy Milo i Ośmiorniak są proszeni przez policję do jazdy wzdłuż ulicy, są przekonani, że są prawdziwi policjanci i wyruszyli, aby to udowodnić. | |                                           |                 |
| 55 | Akwa tacos / Słodkowodny żyje „Fish Taco” / „Freshwater Lives”                                                            | 28 lutego 2014 (A) 21 marca 2014 (B)      | 15 lipca 2014   |
| Akwa tacos:W tym zabawnym odcinku, poznamy życie naszych bohaterów z perspektywy taco w podróży do Słodkowodnego Centrum Handlowego. Słodkowodny żyje:Milo przypadkowo wskrzesza założyciela miasta i najbogatszą rybę na świecie, Johna Słodkowodnego, który został zamrożony po to żeby zobaczyć przyszłość, tylko, aby uzyskać więcej pieniędzy dla swojej mobilnej aplikacji, która umożliwia podróż po całym Słodkowodnym Mieście, lecz sprawy nie idą dobrze.                                                                             | |                                           |                 |
| 56 | Panika na imprezie „Pool Party Panic”                                                                                     | 23 sierpnia 2013                          | 16 lipca 2014   |
| Panika na imprezie:Milo budzi w klasie, aby odkryć, że wszyscy w Liceum Słodkowodnym stali się ludźmi.Ten przygotowuje się do epickiej Basenowej Imprezy Muszlali i ma dowiedzieć się, co jest prawdziwe, a co nie - jak desperacko stara się zachować w stanie nienaruszonym straci reputację króla imprezy! | |                                           |                 |
| 57 | Obóz Obóz „Camp Camp” | 10 stycznia 2014                          | 17 lipca 2014   |
| Obóz Obóz:Szkoła wraz z Brandonem Bąblem idzie do obozu, gdzie Bea próbuje się umówić z Brandonem. Tymczasem dzieci starają się uciec z obozu, aby przejść do „Obozu Kryształowe Wody” prowadzonego przez siostrę Trenera Salmonsa, Savannah Salmons. | |                                           |                 |
| 58 | Buszujący w sieci / Imprezowóz „Surfing the Interwet” / „Don’t Let the Fish Drive the Party Bus”                          | 21 lutego 2014                            | 18 lipca 2014   |
| Buszujący w sieci:Jest piątek wieczorem i pani Lips jest w domu i surfuje w Internecie, odkrywając, że wielu mieszkańców Słodkowodnego Miasta mają posty własnych filmów wideo. Imprezowóz:Milo jest przygotowany na imprezę stulecia, ale impreza wymyka się trochę spod kontroli, a ryby mają do czynienia z szaleńczo uciekającym autobusem imprezowym. | |                                           |                 |
| 59 | Wielkie Woo „The Big Woo”                                                                                                 | 4 kwietnia 2014                           | 21 lipca 2014   |
| Wielkie Woo:To tydzień ukończenia Liceum Słodkowodnego i emocji szalonej jazdy uczniów. Bea i jej przyjaciel Oscar są przygotowani, aby borykać się z pomysłami, ostatecznie przyznając swoje uczucia samym sobie. | |                                           |                 |